# Natividad Barroso
Natividad Barroso Garcia (Santa Cruz de Tenerife, 1937) là một nhà điều tra của văn hóa dân gian, nhà tiểu luận  và nhà thơ Venezuela. Cô là người đồng sáng lập và là thành viên của Hiệp hội Nhà văn của Nhà nước Lara và là giáo sư đại học với nhiều lợi ích khoa học và nhân văn đi từ văn học và ngôn ngữ học đến nhân chủng học và dân tộc học. Một chương trình xóa mù chữ, Giờ của sự cộng hưởng, được cô tạo ra vào năm 1982 để phát triển mối quan tâm đến việc đọc và văn học tại các ngôi làng suy thoái kinh tế của Barquisimeto, thủ phủ bang Lara, Venezuela. Chương trình đã thành công đáng kể và đã được công nhận bởi Hiệp hội đọc quốc tế, một tổ chức của các chuyên gia xóa mù chữ.
Vào tháng 4 năm 1999, Nút thành phố công đức của Barquisimeto đã được trao cho cô trong sự công nhận đóng góp của cô đối với tiến bộ văn hóa và xã hội ở Venezuela. Vào tháng 11 năm 2007, cô đã được trao giải thưởng văn học của Roberto Montesinos của bang Lara. Cùng năm với giải thưởng Di sản văn hóa của bang Lara, một vinh dự mà ít người nhận được khi còn sống.
Cô là người đóng góp cho một số tạp chí về văn hóa của Venezuela, như Revista Nacional de Cultura và El Impulso. Cô là diễn giả và người tổ chức các hội nghị và tranh luận liên quan đến các lĩnh vực học thuật về nghệ thuật và văn hóa ở Venezuela.
Cô đã nhận bằng cử nhân văn học tại Đại học Trung tâm Venezuela và bằng sau đại học về văn hóa dân gian và văn học so sánh tại cùng một tổ chức. Cô sinh ra ở Quần đảo Canary và sống ở Barquisimeto, Lara, Venezuela.

## Tác phẩm văn học
- Bốn bài tiểu luận từ hai mươi tuổi (Caracas, Monte Ávila Biên tập Latinoamericana, bộ sưu tập Las formas del fuego, 2004)
- Lời văn xuôi vô thức (Asela, 2005)
- Eros và Xã hội (Ateneo Ciudad de Barquisimeto, 2007)

### Hợp tuyển
- Cách này. Mẫu thơ của Lara (1987).
- Để tưởng tượng khoảng cách. Thơ ca của thế kỷ 20 (2000).
- Hình ảnh thơ của Barquisimeto (2002).
- Lễ kỷ niệm Zaragoza của Nhà nước Lara (2003).
- Floricanto: 58 ấu trùng nữ thi sĩ (2006).
- III Thơ ca của nhà nước Mérida (2008).
- Hoặc giọng nói / Tiếng nói của chúng tôi / Câu lạc bộ Notre Vois của Câu lạc bộ Quốc tế Bút (2005).
- Liên hợp những tiếng nói của nhà xuất bản Novel Art of Cordova, Argentina (2005).
- Tiếng nói mới (CELARG, 2006) Caracas.
- Người kể chuyện vào buổi chiều (Casa Nacional de Las Letras "Andrés Bello", 2008) Caracas.
- Cô xuất hiện trong phiên bản thứ ba của từ điển, Những người viết ở Venezuela. Thế kỷ 18 đến 19 (Caracas, Alfadil, 2006).